# Oreochromis chungruruensis
Oreochromis chungruruensis é uma espécie de peixe da família Cichlidae.
É endémica da Tanzânia.